# Amt Gehren
Das Amt Gehren war ein Amt in der Schwarzburg-Sondershäuser Oberherrschaft.
Das Amt Gehren war ein Reichslehen und entstand 1564 durch die Teilung des Amtes Schwarzburg. Es bestand ursprünglich aus den Orten (einzelne Siedlungen sind erst später entstanden):
- Altenfeld (*)
- Jesuborn
- Ölze (*)
- Angstedt
- Langewiesen
- Pennewitz  (*)
- Garsitz
- Masserberg (*)
- Schwarzmühle (*)
- Gehren
- Möhrenbach
- Willmersdorf (*)
- Gillersdorf (*)
- Neustadt (*)
- Wümbach
- Großbreitenbach (*)
- Oehrenstock

Die mit (*) gekennzeichneten Orte kamen nach Auflösung des Amtes zum Justizamt Großbreitenbach.
1850 erfolgte im Fürstentum Schwarzburg-Sondershausen die Trennung der Rechtsprechung von der Verwaltung. Für die Verwaltung war nun der Verwaltungsbezirk Arnstadt, für die Rechtsprechung war nun das Justizamt Gehren und das Justizamt Großbreitenbach zuständig.